# Knorrpromenade
Die Knorrpromenade in Berlin-Friedrichshain wurde 1911–1913 als kleine Allee von der Friedrichsberger Bank inmitten des Arbeiterbezirks in Boxhagen für wohlhabende Bürger errichtet. Sie ist heute das einzige erhaltene Beispiel einer bürgerlichen Wohnanlage in Friedrichshain und steht als komplettes Ensemble unter Denkmalschutz. Namensgeber war der in Boxhagen aktive Unternehmer Georg Knorr.
Die Knorrpromenade wurde auf dem Gelände des ehemaligen Vorwerks Boxhagen-Rummelsburg erbaut. Die Bebauung war individuell auf den jeweiligen Bauherren abgestimmt. Ungewöhnlich für den Bezirk sind vor allem die kleinen Vorgärten.

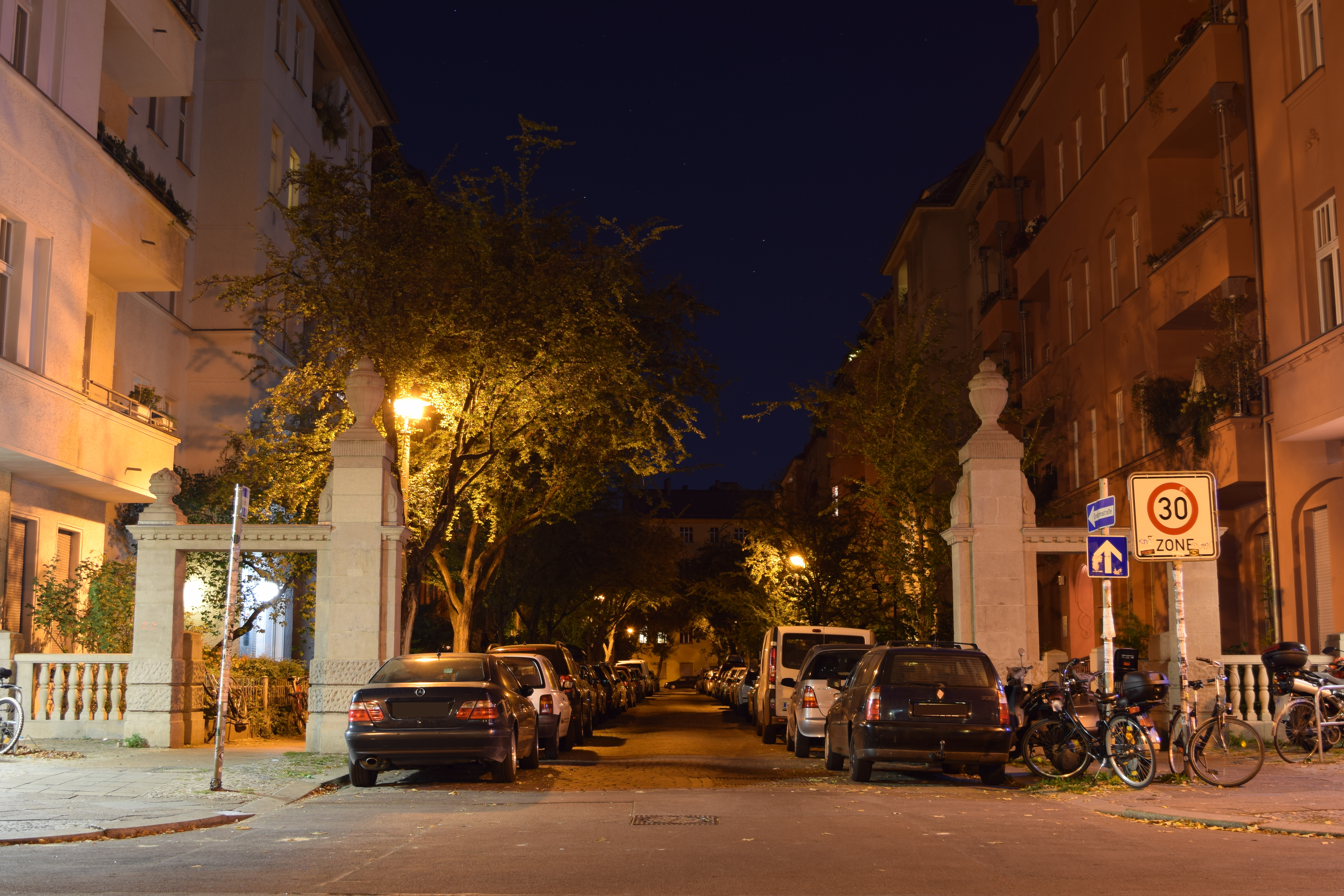
Wiederhergestellte Schmucktore der Knorrpromenade an der Wühlischstraße

Die Straße führt von der Wühlischstraße zur Krossener Straße. Im Zweiten Weltkrieg wurde das Eckhaus Nr. 6 im Norden der Knorrpromenade völlig zerstört. An dessen Stelle befindet sich heute ein Bolz- und Skaterplatz.
Zum Ensemble gehörten vier Schmucktore aus Sandstein, von denen sich jeweils zwei an den beiden Zugängen zur Knorrpromenade befanden. Die Tore an der Krossener Straße wurden 1945 durch einen Bombenangriff, bei dem auch um die 40 Menschen getötet wurden, völlig zerstört. Die Tore an der Wühlischstraße blieben verschont, verwitterten und verfielen aber im Laufe der Zeit sehr stark. 2011 gründeten Anwohner den Verein KiezGestalten e.V., der sich mit viel Engagement und medienwirksamen Aktionen für die Sanierung der beiden letzten verbliebenen Schmucktore einsetzte.
Aus privaten Spenden und finanziellen Mitteln des Senats konnten diese beiden Schmucktore pünktlich zum 100-jährigen Geburtstag der Wohnanlage grundsaniert werden und erstrahlen seit November 2013 wieder in ursprünglichem Glanz. Der KiezGestalten e.V. konnte dann 2018 auch den Wiederaufbau der im Krieg zerstörten Schmucktore am Ende der Knorrpromenade initiieren.